# Outplacement
Die Begriffe Outplacement (engl.) bzw. Außenvermittlung bezeichnen eine von Unternehmen finanzierte Dienstleistung für ausscheidende Mitarbeiter, die als professionelle Hilfe zur beruflichen Neuorientierung angeboten wird, bis hin zum Abschluss eines neuen Vertrages oder einer Existenzgründung.

## Geschichte
Diese Art von spezieller Berufsberatung hat ihren Ursprung in den USA. Die Soldaten, die nach dem Zweiten Weltkrieg in die USA zurückkehrten, mussten in zivile Beschäftigungen reintegriert werden. Hierzu richtete die Teilstreitkraft des Heeres der US Army eigene Beratungsstellen ein. Später griffen die Psychologen John Drake und Jerry Beam das Thema erneut auf und gründeten im Jahr 1967 das Beratungsunternehmen Drake, Beam & Associates, welches 1979, mit William J. Morin als CEO (Chief Executive Officer), zu Drake Beam Morin, Inc. umbenannt wurde. Seit den 1990er Jahren gibt es auch in Europa viele qualifizierte Unternehmen für Outplacement-Beratungen.

### Auftraggeber und Zielgruppen
Beratung im Unternehmen vermittelt nach innen und nach außen, dass das Unternehmen an „fairen“ Trennungsprozessen interessiert sei. Gelingt dies, so wirkt es sich positiv auf die Motivation verbleibender Mitarbeiter und auf das Erscheinungsbild des Unternehmens in der Öffentlichkeit aus. Das erhöht die Attraktivität im Wettbewerb um Arbeitskräfte. Zugleich kann der Einsatz des Beraters langfristige und teure Rechtsstreitigkeiten vermeiden. Wenn der entlassene Arbeitnehmer mit Hilfe des Beraters schneller eine neue Anstellung findet, verringert sich außerdem die Restlaufzeit von Verträgen, was die Kosten senkt.
Der entlassene Mitarbeiter erhält Unterstützung auf der Suche nach einem neuen Arbeitsplatz. Die Hilfe reicht von der Zusammenstellung der Bewerbungsunterlagen bis zum Proben von Vorstellungsgesprächen. Der Mitarbeiter verbessert damit seine Erfolgschancen bei Bewerbungen. Außerdem können dadurch emotionale und rechtliche Auseinandersetzungen mit dem alten Arbeitgeber vermieden werden. Outplacementberatung ist heutzutage nicht nur auf Manager beschränkt, sondern kommt auch anderen qualifizierten Mitarbeitern zugute. In manchen Sozialplänen wird diese Dienstleistung für alle betroffenen Mitarbeiter vereinbart. Daneben bieten Berater ihre Dienste auch als Karriereberatung für Selbstzahler an.

### Wirtschaftliche und soziale Ziele von Outplacement
Die unternehmerischen Kosten und Risiken bei Personalfreisetzungen können durch eine Outplacement-Beratung bzw. durch ein begleitetes Trennungsmanagement deutlich reduziert werden. Reputationsrisiken, Kündigungsanfechtungen, Leistungsrückgang bei bleibenden Mitarbeitern durch Motivationsminderung und Fluktuationen sind jene Risiken, die mit Personaltrennungen eng verbunden sind und weiterführend auf den Unternehmenserfolg wirken. Eine soziale, faire und wertschätzende Haltung kann nicht nur Risiken mindern, sondern auch zum Profit für Organisation und Betroffene werden. Eine Outplacement-Beratungsleistung kann die Chancen im Arbeitssuchprozess von Betroffenen deutlich erhöhen.

### Vorgehensweise
Eine Outplacementberatung gliedert sich meist in fünf Phasen:
1. Eine anfängliche Analyse konzentriert sich auf die berufliche und private Situation des Arbeitnehmers und umfasst eine realistische Einschätzung seiner Karriereperspektiven.
2. Die berufliche und persönliche Qualifikation und das Potenzial des Gekündigten stehen im Mittelpunkt der zweiten Phase. Outplacementberater erstellen ein Qualifikationsprofil, ermitteln den Weiterbildungsbedarf und empfehlen von Bildungsträgern unabhängige, individuelle Qualifizierungsmaßnahmen.
3. In dieser Phase entwickeln Outplacementberater zusammen mit dem Arbeitssuchenden eine individuelle Bewerbungsstrategie, in deren Rahmen die berufliche Zielsetzung und das Vorgehen bei den Bewerbungen festgelegt werden.
4. Die Bewerbungsphase schließt die Entwicklung der Bewerbungsunterlagen, die Durchführung von Bewerbungen, die Vorbereitung von Bewerbungsgesprächen und die Beurteilung von Stellenangeboten ein. Dabei unterstützen Outplacementberater den Arbeitssuchenden, einen ansprechenden individuellen Lebenslauf zu verfassen sowie eine passende schriftliche Bewerbung zu formulieren und bereiten ihn mit einem Interviewtraining (ggf. per Video) auf eine wirksame Selbstpräsentation beim Vorstellungsgespräch vor. Sie zeigen ihm neue Wege der Stellensuche, wie beispielsweise die Zielgruppen-Kurzbewerbung per E-Mail.
5. In der letzten Phase wird der Arbeitnehmer bei der Vereinbarung eines neuen Arbeitsvertrages unterstützt.

Die meisten Berater bieten sowohl die Einzelberatung als auch das Gruppen-Outplacement an.

### Einzelberatung
In der Einzelberatung unterscheiden Outplacementberater zwischen befristeten und unbefristeten Programmen. Befristete Beratungen dauern drei, sechs, neun oder zwölf Monate. Unbefristete Einzelberatungen enden in der Regel erst dann, wenn der Arbeitnehmer eine neue Stelle gefunden hat. Auch die Vorbereitung einer Existenzgründung kann Gegenstand einer Einzelberatung sein. Häufig unterstützt der Berater seine Mandanten im Rahmen unbefristeter Einzelberatungen für einen bestimmten Zeitraum über den Vertragsabschluss hinaus. Endet ein solches Arbeitsverhältnis vor Ablauf der Probezeit, nimmt der Berater seine Arbeit ohne zusätzliche Kosten wieder auf.

### Gruppen-Outplacement
Das Gruppen-Outplacement soll dazu dienen, durch die reduzierten Kosten auch Nicht-Führungskräften nach der Kündigung professionelle Unterstützung bei der Neuorientierung zukommen zu lassen.
Folgendes Szenario gibt ein Beispiel: Wegen Firmenübernahme fällt der gesamte Außendienst eines Unternehmens weg. Die Außendienstmitarbeiter werden in einem Gruppentraining Berufliche Neuorientierung auf die Stellensuche oder Selbstständigkeit vorbereitet. Dem Gruppentraining schließt sich eine Einzelberatung an. Auch die Arbeit in Gruppen ist effektiv, weil sich die Betroffenen in der gleichen Situation befinden und durch die Rückmeldung über das eigene Verhalten von den anderen Teilnehmern lernen können.

### Virtuelle Outplacementberatung
Die virtuelle Outplacementberatung gehört zu den Formen der Onlineberatung und ist vor allem im internationalen Raum auch unter dem Begriff ePlacement bekannt. Anders als bei der klassischen Outplacementberatung kommunizieren Klient und der zuständige Outplacementberater nahezu ausschließlich medial. Zur Kommunikation bedienen sich Klienten und Berater technischer Mittel wie Telefon, Videotelefonie, Screensharing und Chats. Workshops und Trainings finden online beispielsweise über Webinar-Anbieter statt.
Während Kritiker bei diesem Vorgehen den fehlenden persönlichen Kontakt zwischen dem Bewerber und dem Berater vermissen, argumentieren die Befürworter mit der – im Gegensatz zu Gruppenmaßnahmen – durchgehenden Individualität der Betreuung sowie mit der Kostenersparnis.

### Das Berufsbild des Outplacement-Beraters
Unter den Outplacementberatern finden sich zum einen ehemalige Manager und Personalfachleute. Andere Karriereberater besitzen keine Managementerfahrung, dafür aber Erfahrung als Coach, Trainer, Therapeut, Pädagoge oder Psychologe. Seit einigen Jahren betätigen sich auch Personalvermittler und Personalberater zusätzlich als Outplacementberater. In Deutschland haben sich Outplacementberater 1993 im Fachverband Outplacementberatung des Bundesverbandes Deutscher Unternehmensberatungen (BDU) zusammengeschlossen.

### Aufhebungsvertrag und Abfindung
Arbeitgeber müssen sich darauf einstellen, dass der betroffene Mitarbeiter um die Höhe seiner Abfindung verhandelt. Immer mehr Arbeitgeber bieten deshalb in Aufhebungsverträgen neben der Abfindung auch eine Outplacementberatung an. In manchen Fällen stellen die Firmen die Mitarbeiter sogar vor die Alternative: Outplacementberatung oder eine höhere Abfindung.